# 중증급성호흡기증후군

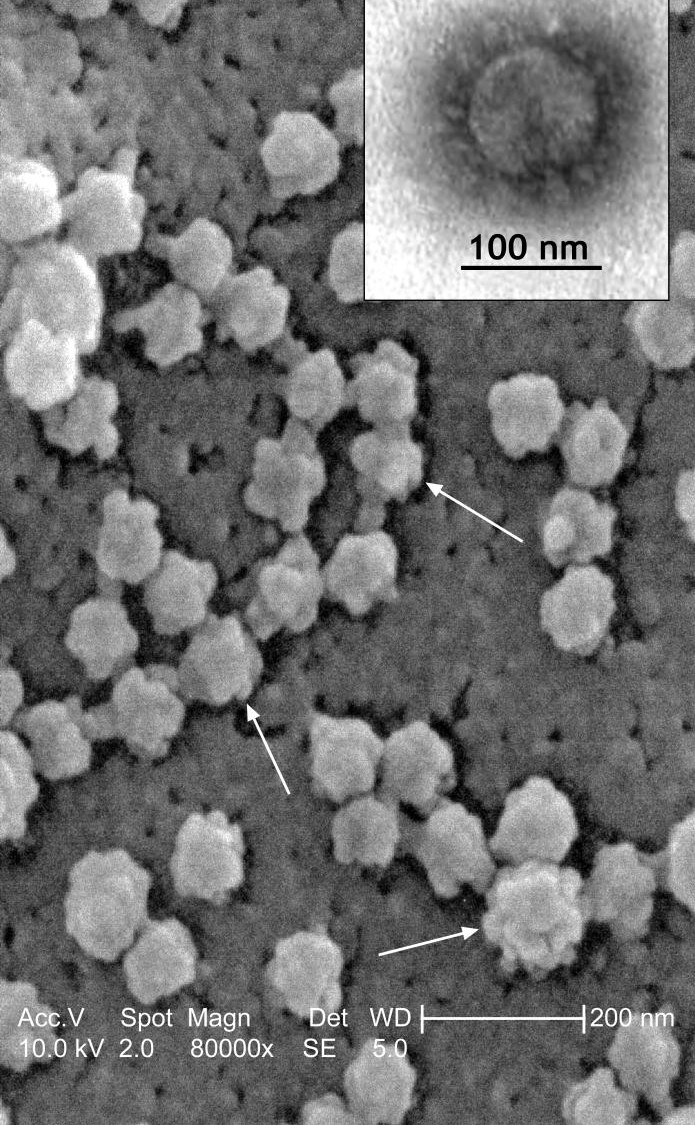

중증급성호흡기증후군(重症急性呼吸器症候群, 영어: severe acute respiratory syndrome), 또는 간단히 사스(영어: SARS)는 2002년 11월에 중화인민공화국 광둥성 포산시에서 첫 환자가 발생한 이후 홍콩, 싱가포르, 베트남 등을 거쳐 세계적으로 확산된 바이러스성 전염병이다. 중증급성호흡기증후군 코로나바이러스(SARS-CoV)에 의해 발병한다. 보통 잠복기는 2 ~ 7일이며, 10일이 걸릴 수도 있다.
이 바이러스는 박쥐에서 사향 고양이로 옮겨 갔고, 요리사에게 옮겨 가 많은 과정을 거쳐 전 세계적으로 퍼졌다.

## 징후 및 증세
이 질환으로 의심되는 경우는 다음과 같다.
1. 38도 이상의 발열 증상이 있는 경우
2. 최근 10일 이내에 사스로 진단 받은 사람과 접촉한 적이 있는 경우
3. 세계보건기구(WHO)에서 지정한 사스가 발생한 국가로 여행을 다녀온 경우

이러한 조건을 만족하는 환자 중에서 흉부 방사선 사진상 이상 증상이 보이면 중증 급성 호흡 증후군의 가능성이 높은 사례로 분류할 수 있다. 확실한 진단을 위해서는 사스-코로나 바이러스를 세포 배양해서 분리해 내거나 역전사 중합효소 연쇄반응(RT-PCR)법을 이용하여 바이러스의 핵산을 검출해야 한다

## 처치
중증급성호흡기증후군은 바이러스성 질병이기 때문에 항생제는 무용하다. 중증급성호흡기증후군의 처치는 해열제와 산소 보충 및 기계적 환기 등 대증요법에 크게 의존한다. 치료법이랄 게 마땅히 없어 치명적인 질병이다. 중증급성호흡기증후군 의심 환자는 격리되어야 하며, 공기 전염을 막기 위해 음압실에 격리하는 것이 좋다.
중증급성호흡기증후군 자체보다 증후군 바이러스에 대한 신체 면역체계의 자가반응인 사이토카인 스톰이 더 위험할 수 있다.
2021년 기준으로, 인간에게 사용 가능한 중증급성호흡기증후군 치료제 또는 백신은 존재하지 않는다.
백신이 존재하지 않아 매우 치명적인 질병이다. 중증급성호흡기증후군 예방이 가능한 신약의 개발은 전세계 정부기관 및 보건기관들의 최우선 과제 중 하나이다.

## 같이 보기
- 2009년 인플루엔자 범유행
- 조류 인플루엔자
- 박쥐 매개 바이러스
- 코로나바이러스감염증-19 (SARS-CoV-2에 의해 발병)
- 중동호흡기증후군
- 중난산 (의사)